# Hefner-Alteneck (Adelsgeschlecht)

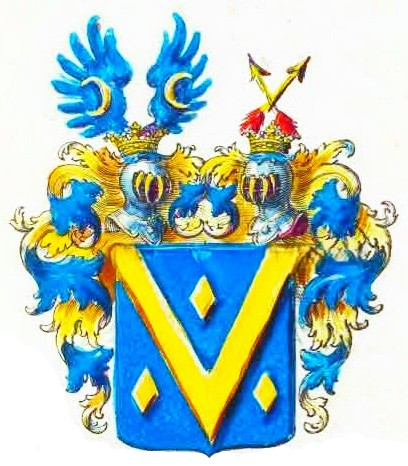
Wappen der Edlen von Hefner von 1806 im Österreichischen Staatsarchiv

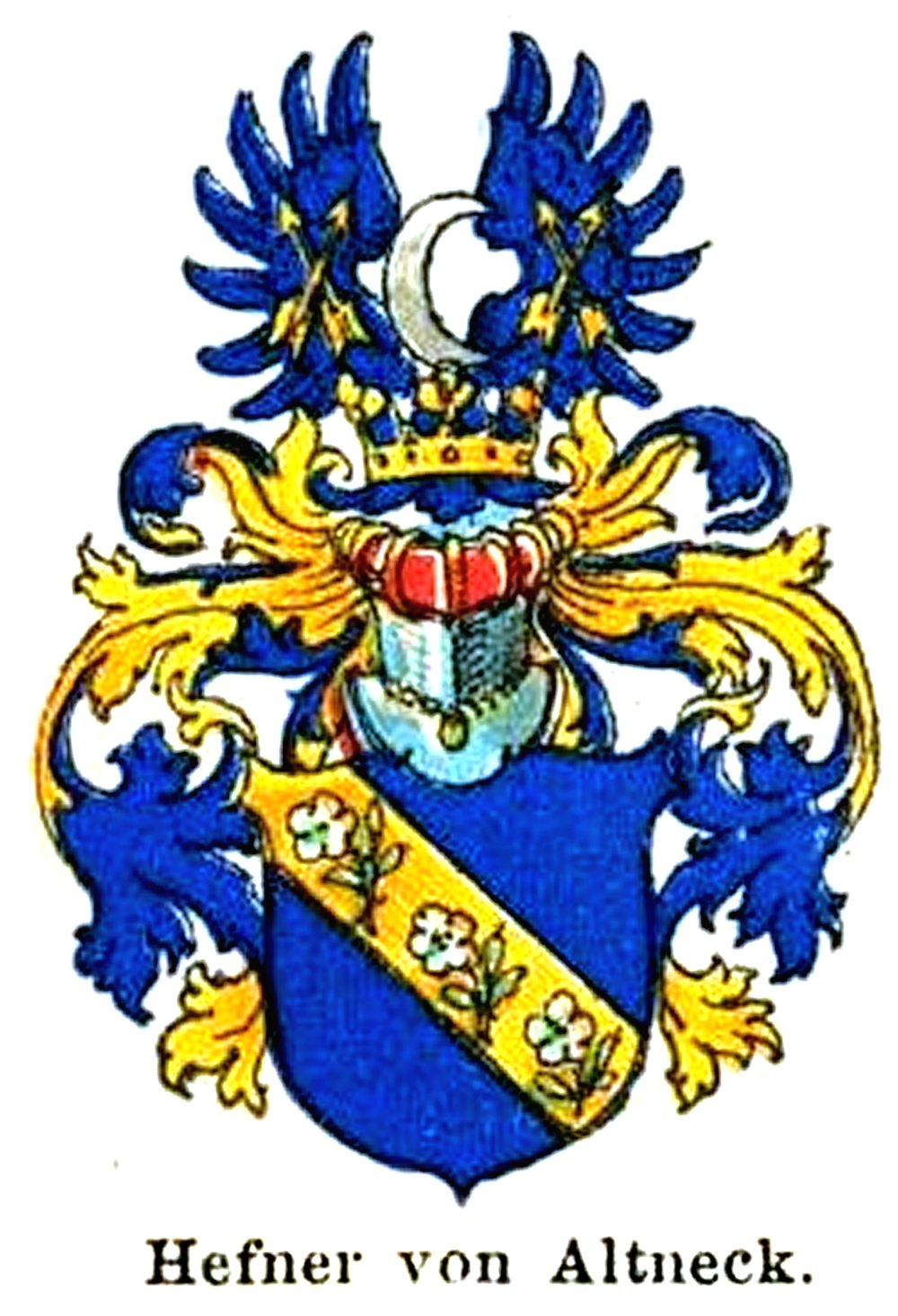
Wappen der Hefner von Alteneck von 1814

Hefner-Alteneck (auch Hefner-Altneck) und Edle von Hefner, ursprünglich Hefner, sind die Namen eines zweifach geadelten, inzwischen erloschenen bayerischen Geschlechts. Prominente Familienmitglieder waren Jakob Heinrich von Hefner-Alteneck und dessen Sohn Friedrich von Hefner-Alteneck.
Die Familie ist von dem ebenfalls erloschenen bayerischen Briefadelsgeschlecht Hefner zu unterscheiden.

## Geschichte
Am 27. Juni 1806 erhielt Peter Joseph Hefner (* Mainz; † 17. September 1831), königlich-kaiserlicher wirklicher Rat, Konzipist der kaiserlichen geheimen Reichshofkanzlei und adjungierter Reichshofratssekretär, mit Prädikat „Edler von“ den Reichsritterstand verliehen.
Stammvater der Hefner-Alteneck ist dessen jüngerer Bruder Franz Ignaz Heinrich von Hefner (* 12. Dezember 1756 in Mainz; † 20. März 1846 in Aschaffenburg). Er war kurfürstlich-mainz’scher und dann königlich-bayerischer Staatsrat. Wohl im Jahr 1796 heiratete er in Bamberg die Tochter eines dortigen Kunst- und Buchhändlers Margaretha Göbhardt. Am 22. November 1814 wurde er von König Maximilian I. in den bayerischen Adelsstand erhoben. Ein Eintrag in die königlich-bayerische Adelsmatrikel erfolgte am 1. März 1815 in München. Ihr gemeinsamer Sohn Jakob Heinrich von Hefner-Alteneck (* 1811 in Aschaffenburg) war als von Hefner geboren, erhielt aber von König Maximilian II. im Jahr 1856 „zur Verhütung störender Namensverwechslungen“ den Beinamen Alteneck.

## Stammfolge
Die Stammfolge stellt sich wie folgt dar:
- Johann Hefner (* 1674; † ca. 1774), Rechtsgelehrter, kurfürstlich-mainz’scher Hofrat,[4] ⚭ N. N.
  - Ludwig Hefner (* 1725; † ca. 1815), Rechtsgelehrter, kurfürstlich-mainz’scher Hofrat,[4] ⚭ N. N.
    - Peter Joseph Edler von Hefner († 17. September 1831 in Wien an Cholera), königlich-kaiserlicher wirklicher Rat, Konzipist der kaiserlichen geheimen Reichshofkanzlei und adjungierter Reichshofratssekretär, 1806 Reichsritterstand, ⚭ 1803 Franziska Xaveria Freiin von Tinti (~ 12. Oktober 1779; † 16. Dezember 1830)[5][6][7]
      - Elisabeth von Hefner (* 22. Dezember 1803, † 20. September 1831 in Wien an Cholera) ⚭ 1825 Ferdinand Ritter von Mitis (* 12. April 1791; † 6. September 1856), königlich-kaiserlicher Sectionsrat, Bruder des Ignaz von Mitis (1771–1842)
      - Josepha von Hefner († vor 1831)

    - Franz Ignaz Heinrich von Hefner (* 12. Dezember 1756 in Mainz; † 20. März 1846 in Aschaffenburg), kurfürstlich-mainz’scher, großherzoglich-frankfurtischer und königlich-bayerischer Staatsrat, 1813 persönlicher Ritterstand des Großherzogtums Frankfurt durch Verleihung des Commandeurskreuzes des Concordienordens, 1814 bayerischer Adelsstand für seine Verdienste um die Steingutfabrik zu Damm,[8] ⚭ Margaretha Göbhardt (* 1775; † 1825), Tochter eines Kunst- und Buchhändlers Tobias Göbhardt (1734–1794) aus Bamberg, Heinrich Göbhardt (1742–1816) war ihr Onkel
      - Ludwig von Hefner, königlich-bayerischer Ulanenleutnant
      - Philippine von Hefner, starb in jungen Jahren
      - Margarethe von Hefner-Alteneck (* 1804; † 24. Juli 1846), Zeichnerin/Malerin, ⚭ Josef von Sensburg (1787–1870), ab 1808 im badischen Staatsdienst stehender Jurist und Amtsvorstand, vergleichbar mit einem heutigen Landrat
      - Theresia Barbara von Hefner-Alteneck (* 1806; † 4. März 1840), Zeichnerin/Malerin, ⚭ 1832 Daniel Ernst Müller (1797–1868), Forstmann, Unternehmer und Politiker[9]
      - Jakob Heinrich von Hefner-Alteneck (* 20. Mai 1811 in Aschaffenburg; † 19. Mai 1903 in München), Direktor des königlich-bayerischen Nationalmuseums, ⚭ Elise Pauli (1818–1887), Tochter eines königlich-bayerischen Geheimrats
        - Franz von Hefner-Alteneck (* 29. August 1838 in Aschaffenburg; † 14. April 1874 in Aibling), königlich-bayerischer Landesgerichts-Asessor
        - Emil von Hefner-Alteneck (* 23. April 1840 in Aschaffenburg; † 11. August 1871 in München) war im Jahr 1866 zeitweilig Oberstleutnant im 2. Artillerie-Regiment Brodesser, aus dem er aber aus eigenem Wunsch versetzt wurde. 1867 besuchte er die Weltausstellung in Paris zum Zwecke technischer Studien, insbesondere des Befestigungswesens in Paris. Im Jahr 1870 kämpfte er erfolgreich im Deutsch-Französischen Krieg, unter anderem in der Schlacht bei Sedan. Einen Tag nach letzterwähnter Schlacht war Emil von Hefner-Alteneck Zeuge der Zusammenkunft Napoleons III. mit dem preußischen König Wilhelm I.[10]
        - Friedrich von Hefner-Alteneck (* 27. April 1845 in Aschaffenburg; † 7. Januar 1904 in Berlin-Biesdorf), Oberingenieur in Berlin, einer der engsten Mitarbeiter von Werner von Siemens, ⚭ 1884 Johanna von Piloty (1864–1935), Tochter des Direktors der Münchner Kunstakademie, Carl Theodor von Piloty
          - 2 Söhne, die jung verstarben
          - vier Töchter

    - Jakob Hefner, kurmainzischer Ingenieur-Hauptmann, 1800 von Kurfürst Friedrich Karl zum Stabskapitän ernannt[3] ⚭ N. N.
      - Ludwig Hefner, starb 21-jährig[11]
      - Margaretha Hefner

Jakob Heinrich von Hefner-Alteneck (1811–1903)
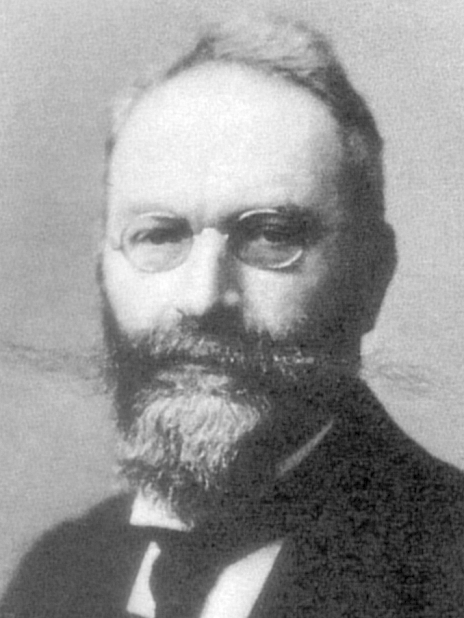
Friedrich von Hefner-Alteneck (1845–1904)

## Wappen
Blasonierung des Wappens der Edlen von Hefner von 1806In Blau ein goldener gestürzter Sparren begleitet von drei (1:2) goldenen Wecken. Zwei gekrönte Helme mit blau-goldenen Helmdecken: I. ein offener blauer Flug, rechts mit einem zunehmenden, links mit einem abnehmenden goldenen Halbmond belegt; II. zwei ins Andreaskreuz gestellte rot-gefiederte goldene Pfeile mit den Spitzen nach oben.
Blasonierung des Wappens derer von Hefner-Alteneck von 1814In Blau ein mit drei silbernen Rosen mit grünen Stengeln belegter schrägrechter Balken. Auf dem gekrönten Helm mit blau-goldenen Decken ein silberner abnehmender Halbmond zwischen einem offenem blauen Flug, der beiderseits mit je zwei gekreuzten, rot-gefiederten Pfeilen belegt ist, wobei die Spitzen nach oben zeigen.

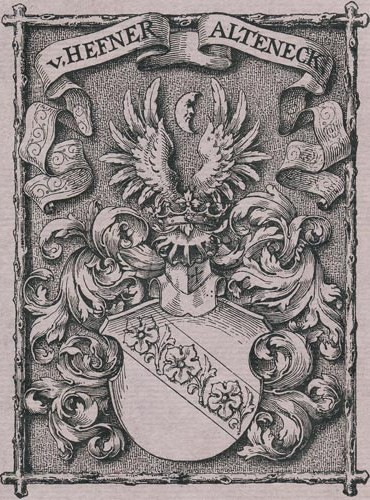
Wappen derer von Hefner-Alteneck von 1814
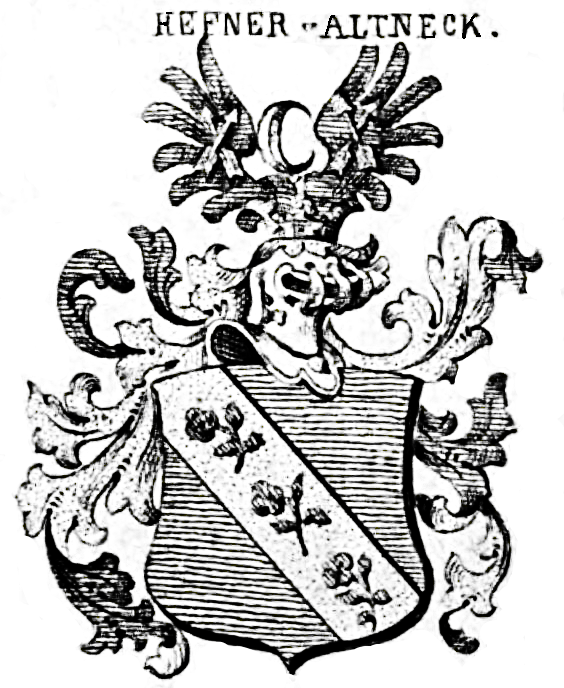
Wappen derer von Hefner-Alteneck in Siebmachers Wappenbuch

## Rezeption

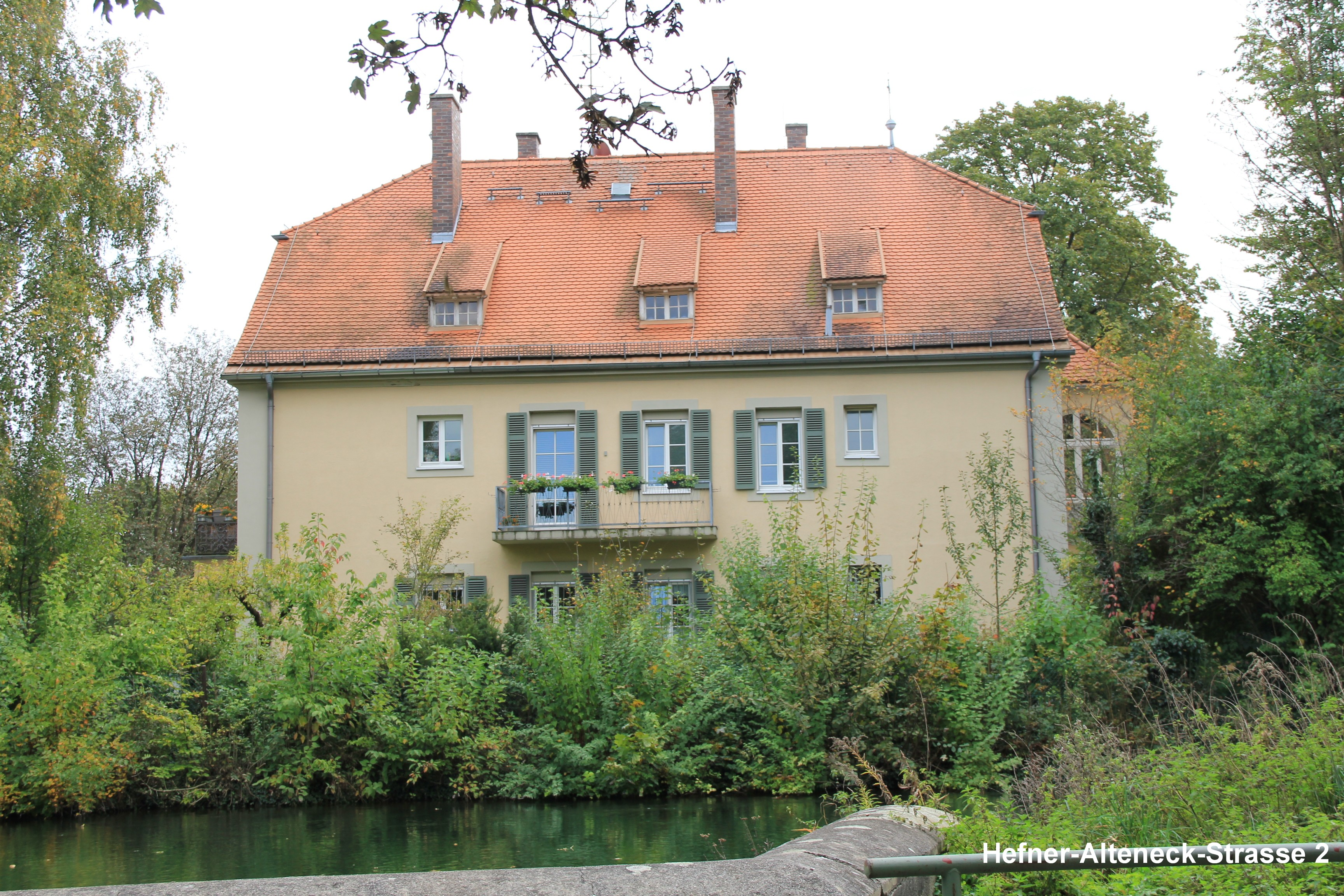
Haus Hefner-Alteneck-Str. 2 in Sendling (München), Baudenkmal

In Aschaffenburg wurde die Hefner-Alteneck-Schule als Ganztagsschule mit Hort nach dem Geschlechtsnamen benannt; sie ist unterteilt in die Hefner-Alteneck-Grundschule und Hefner-Alteneck-Mittelschule und befindet sich im Aschaffenburger Hefner-Alteneck-Viertel; das 9 ha große Viertel-Areal mit etwa 1000 Einwohnern in 530 Wohnungen liegt südöstlich der Innenstadt. Es wird unter anderem von der Hefner-Alteneck-Straße umgrenzt und wurde ab 2010 bis zu Beginn der 2020er Jahre unter Investition von über 43 Millionen Euro saniert. In der Aschaffenburger Hefner-Alteneck-Straße gibt es den Familienstützpunkt Hefner-Alteneck mit der Kindertagesstätte St. Martin. Auch gibt es die Hefner-Alteneck-Straße in Sendling (München) und gab eine in Berlin-Charlottenburg.